# Zabłotnia
Zabłotnia – wieś sołecka w Polsce położona w województwie mazowieckim, w powiecie grodziskim, w gminie Grodzisk Mazowiecki.
We wsi znajdował się klasycystyczny dwór z ok. poł. XIX w., drewniany. Rozebrany został w pierwszej połowie 1999 r. W otoczeniu pozostałości parku krajobrazowego z dwoma zabytkowymi drzewami: lipą drobnolistną (obw. 3,0 m) oraz wiązem szypułkowym (obw. 3,0 m).
W latach 1975–1998 miejscowość administracyjnie należała do województwa warszawskiego.